# Streets of Rage 2
Streets of Rage 2, deletreado como Streets of Rage II en Europa y conocido en Japón como ベア・ナックルII 死闘への鎮魂歌 (Bea Nakkuru Tsū: Shitō e no Rekuiemu lit. "Bare Knuckle II: El réquiem de la batalla mortal"?), es un videojuego de tipo beat 'em up con desplazamiento lateral desarrollado principalmente por Ancient con apoyo de otras empresas y publicado por Sega para la consola Mega Drive. Fue lanzado en América del Norte el 20 de diciembre de 1992, mientras que a Europa llegó unos días después, el 1 de enero de 1993, y en Japón se estrenó el 14 de enero de ese mismo año. Se trata del segundo juego perteneciente a la serie Streets of Rage. 
El argumento se centra en la historia de Adam Hunter, Axel Stone y Blaze Fielding, que se reúnen después de un año para celebrar su victoria sobre Mr. X. Al día siguiente, Blaze recibe una llamada de Skate en la que es informada de que el hermano de este, Adam, ha sido capturado por Mr. X. Con el objetivo de rescatarlo, Axel, Blaze y Skate, junto con el luchador profesional Max Thunder, se envuelven en una aventura que los lleva desde la ciudad hasta el escondite de Mr. X. Streets of Rage 2 tiene ocho rondas, en las que hay varios enemigos que derrotar, entre los cuales se encuentran algunos jefes. 
El proyecto comenzó cuando el primer título de la saga estaba terminándose, y su proceso creativo duró al menos seis meses. Ayano Koshiro se encargó de la dirección de arte del juego, a la par que su hermano 一Yūzō Koshiro一 actuó como compositor, con la colaboración de Motohiro Kawashima. Noriyoshi Ôba ocupó el puesto de director y productor, mientras que Kataru Uchimura se hizo cargo de la planificación. En el desarrollo colaboraron, junto con Ancient, las empresas H.I.C., M.N.M. Software y Shout! Designworks. 
Tras su lanzamiento, se realizaron adaptaciones para las consolas Game Gear y Master System, pero con diversos cambios para adaptar el juego a los cartuchos de 8 bits. En adelante, se incluyó en varias recopilaciones como Sega Smash Pack, Sonic Gems Collection o Sega Mega Drive Ultimate Collection. Por otro lado, se llegó a incorporar al servicio de descargas Xbox Live Arcade, así como a Steam y a Game Honpo. El 29 de abril de 2015 en Japón, y el 23 de julio del mismo año en el resto del mundo, se lanzó una versión para la consola portátil Nintendo 3DS a través de Nintendo eShop, desarrollada por M2 y con nuevos modos de juego, «Rage Relay» y «Casual Mode». También se realizaron adaptaciones para iPad, iPhone, Linux, Macintosh y Android. La última versión fue realizada para la consola Mega Drive Mini (septiembre de 2019), que viene con cuarenta y dos juegos preinstalados.

## Argumento
Un año después de los acontecimientos sucedidos en Streets of Rage, para celebrar la derrota de Mr. X y su organización criminal, Adam Hunter, Axel Stone y Blaze Fielding se reúnen en un lugar nocturno de la ciudad. Axel trabaja como guardaespaldas a tiempo parcial y Blaze da clases de baile; Adam está metido en la policía. A la tarde siguiente, Blaze recibe una llamada telefónica inesperada pero de emergencia de Skate, quien le informa que al llegar a casa de la escuela, se sorprendió al encontrarla en ruinas y a su hermano mayor desaparecido, a la par que una foto de Adam encadenado a una pared a los pies de Mr. X. Los criminales comienzan a retomar las calles y, al darse cuenta de que Mr. X y su organización regresan para vengarse de ellos, Blaze informa a Axel, quien se compromete a ayudar a revertir la situación. Al dúo compuesto por Blaze y Axel se une a Skate, así como Max Thunder, un luchador profesional.
El cuarteto se embarca en una misión de rescate, que los lleva desde la ciudad hasta el escondite de Mr. X en una isla desolada, donde finalmente se enfrentan a él y a su guardaespaldas Shiva. A diferencia de otras entregas de la serie, Streets of Rage 2 solo tiene un final, donde el cuarteto derrota a Mr.X y rescata a Adam, después de lo cual se van en un helicóptero.
| Rondas | Rondas                          | Rondas              | Rondas                              | Rondas                                                                |
| N.º    | Nombre                          | Jefe                | Temas musicales                     | Lugares                                                               |
| ------ | ------------------------------- | ------------------- | ----------------------------------- | --------------------------------------------------------------------- |
| 1      | «Stage 1: Downtown»             | Barbon              | «Go Straight» y «In The Bar»        | Calle, bar y callejón                                                 |
| 2      | «Stage 2: Bridge Construction»  | Jet                 | «Spin on the Bridge» y «Ready Funk» | Puente y camión                                                       |
| 3      | «Stage 3: Amusement Park»       | Zamza               | «Dreamer» y «Alien Power»           | Parque de atracciones, salón de arcade, barco pirata y Alien Funhouse |
| 4      | «Stage 4: Stadium»              | Abadede             | «Under Logic» y «Too Deep»          | Estadio, ascensor y arena de batalla                                  |
| 5      | «Stage 5: Ship»                 | R. Bear             | «Slow Moon»                         | Cubierta de barco                                                     |
| 6      | «Stage 6: Jungle»               | Souther y Stealth   | «Wave 131» y «Jungle Base»          | Playa y carretera                                                     |
| 7      | «Stage 7: Munitions Plant»      | Particle y Molecule | «Back to the Industry» y «Expander» | Fábrica y ascensor                                                    |
| 8      | «Stage 8: Syndicate Stronghold» | Shiva y Mr. X       | «Max Man»                           | Escondite de Mr. X                                                    |

### Personajes
| Personaje | Axel          | Blaze         | Max           | Skate         |
| --------- | ------------- | ------------- | ------------- | ------------- |
| Fuerza    | 2/3 estrellas | 2/3 estrellas | 3/3 estrellas | 1/3 estrellas |
| Técnica   | 3/3 estrellas | 2/3 estrellas | 2/3 estrellas | 2/3 estrellas |
| Velocidad | 2/3 estrellas | 2/3 estrellas | 2/3 estrellas | 3/3 estrellas |
| Salto     | 1/3 estrellas | 2/3 estrellas | 1/3 estrellas | 3/3 estrellas |
| Aguante   | 2/3 estrellas | 2/3 estrellas | 2/3 estrellas | 1/3 estrellas |

#### Héroes
Streets of Rage 2 dispone de cuatro personajes jugables para completar la historia y cada uno cuenta con unos puntos de habilidad de una a tres estrellas que definen su capacidad de «fuerza», «técnica», «velocidad», «salto» y «aguante». Aunque Adam Hunter no es utilizable, el videojuego se centra en liberarle de Mr. X, por lo que solo sale en las cinemáticas.
- Axel Stone (アクセル・ストーン?): Expolicía que practica artes marciales.[3] Su habilidad de salto es baja, pero su técnica es buena, por lo que los ataques son continuos.[12] Además, su «Blitz» es un «Grand uppercut».[14] Sus movimientos especiales son «Dragon Wing» y «Dragon smash».[15]
- Blaze Fielding (ブレイズ・フィールディング?): Expolicía experta en judo y personaje más equilibrado de los jugables, ya que todas sus habilidades alcanzan dos sobre tres estrellas.[3] Sus movimientos especiales son «Embukyaku» y «Kikousho».[15]
- Max Thunder (マックス・サンダー?): Es un luchador amigo de Axel.[3] Es grande y fuerte, pero poco ágil y lento.[12] Solamente puede saltar mientras agarra a un oponente, y puede realizar un lanzamiento especial, aunque no tiene la posibilidad de voltear a un rival en un agarre frontal.[3] Sus movimientos especiales son «Knuckle bomb» y «Thunder tackle», mientras que su ataque «Blitz» es «Power slide».[16]
- Eddie «Skate» Hunter (エディー・ハンター?): Es el hermano de Adam y el más rápido, pues va en patines.[3] Su ataque en carrera es «Super dash/dynamite head butt», a la par que sus movimientos especiales son «Double spin kick» y «Corkscrew kick».[16] A pesar de todo, es el más débil.[17]
  - En la versión japonesa recibió el nombre de Sammy (サミー?).[18]
- Adam Hunter (アダム・ハンター?): Expolicía que practica boxeo y es hermano de Skate. En el primer título es el personaje más lento, aunque su habilidad en fuerza y salto es la máxima.[19][20]

#### Enemigos
El jugador tiene que enfrentarse a varios enemigos entre los cuales hay varios jefes con distintas habilidades tales como Barbon, que bloquea los ataques y lanza al oponente; Jet, quien tiene una mochila propulsora; Zamza, que posee garras; Abadede, capaz de lanzar al rival y de golpear en carrera; R. Bear, un boxeador; Souther y Stealth, que son parecidos a Zamza y Jet; Molecule y Particle, dos robots; Shiva, que tiene la capacidad de saltar, patear, bloquear los ataques, agarrar y lanzar al jugador; y Mr. X, quien posee una metralleta con la que dispara, e incluso puede golpear con ella.

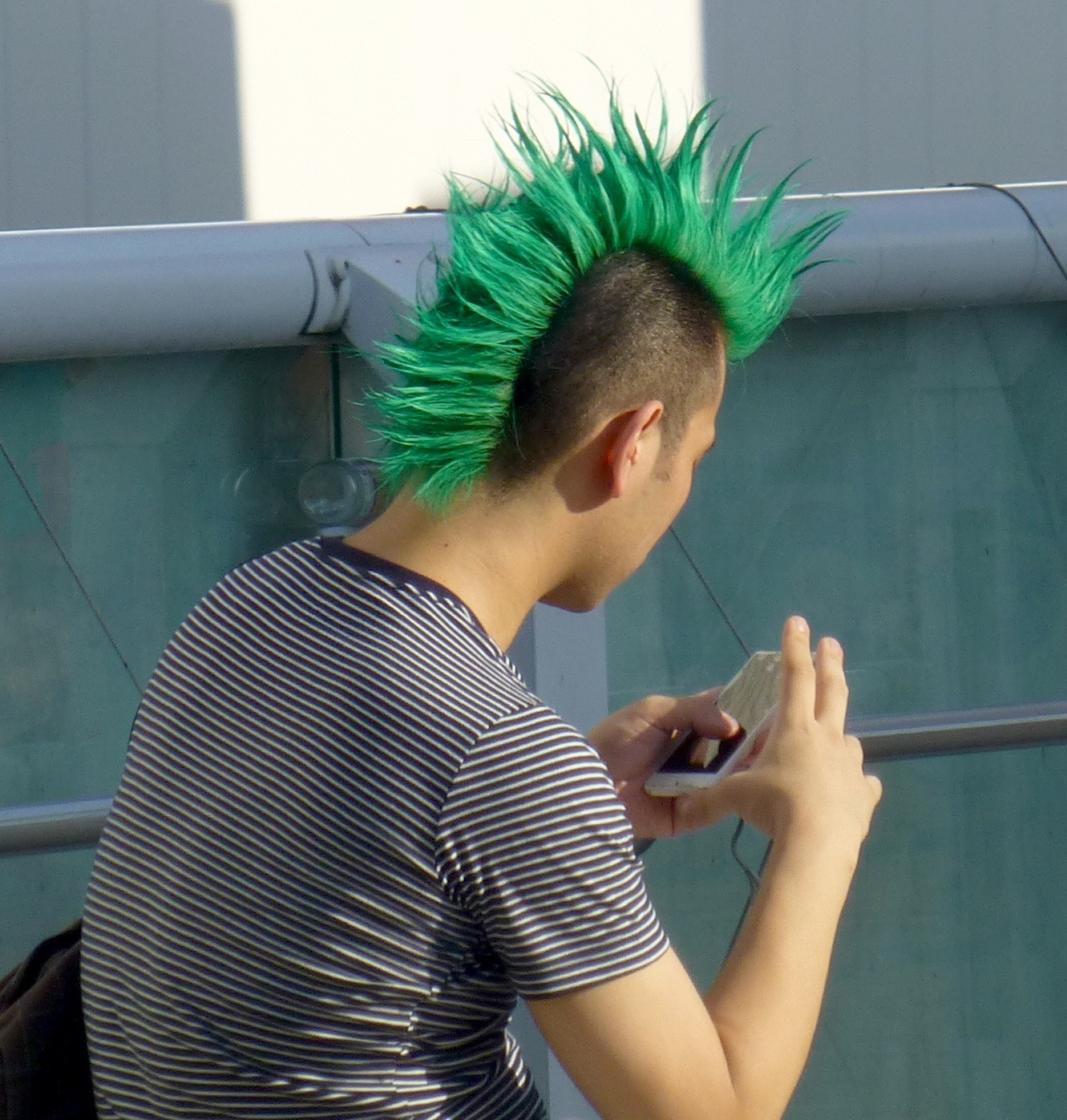
Ejemplo de corte mohawk.

Los enemigos agrupados por rasgos en común son: Galsia, Joseph, Surger, B.T, Jonathan, Brash y Garam, con chaquetas al estilo punk y algunos poseen cuchillos; Y. Signal, R. Signal, Axi, Mavin, G. Signal, P. Signal y B-Signal, que tienen un corte de pelo mohawk; Donovan, MC. K, Altet, Z, Gonzalez, Reid, Martin, U-3, Gudden y Brown, que van sin camisa y son calvos; Jack, Beano y Soya, que lanzan cuchillos; Electra, L. Lisa, Sug. Q, Metal. M, Caska y Reine, que tienen látigos que producen descargas eléctricas; Barbon, Wayne y Vulture, quienes son camareros; los motoristas Fog, Calm, Storm, Gale, Tempest, Hail, Blade, Frost, Mist, Dew, Gust, Typhoon y Tornado; los ninja Kusanagi, Hanzou, Ryuohin, Setsura, Yagasira, Izayoi, Seiryu y Ho-Oh; los karatecas Hakuyo, Ryokurou, Suzaku, Ko-Shu, Byatcko, Hakuro, Ko-Kaku, Huwa, Mutsu y Kongoh; Jet, Mach, Stealth, Griphis, quienes poseen una mochila propulsora; Zamza, Souther y Nail, que tienen garras; los llamados «Fat Guys» por lanzar fuego por la boca,  Big-Ben, Heart, Balloon, Gourmand, Buffet y Anry; Abadede y Z. Kusano, practicantes de lucha libre; Raven, Condor, Falcon, Pheasant, Ibis, Sparrow y Phoenix, luchadores de kickboxing; los boxeadores R. Bear y Bear Jr.; y los robots Molecule, Particle y Oxygen. Asimismo, también está Vehelits, un animatrónico que se encuentra en el parque de atracciones y que va de un lado a otro de la pantalla.

## Modo de juego
Al igual que el juego anterior, Streets of Rage 2 es un beat-em-up de desplazamiento lateral en el que uno o dos jugadores luchan contra oleadas de enemigos mientras recogen armas y objetos por el camino. Además de Axel Stone y Blaze Fielding, el juego presenta dos nuevos personajes; Max Thunder y Eddie «Skate» Hunter. El jugador tiene que acabar con varios enemigos, entre los que se encuentran varios jefes, y dispone de cuatro niveles de dificultad: «fácil», «normal», «difícil» y «muy difícil».
Además de los ataques estándar, cada personaje puede realizar un ataque «Blitz» tocando dos veces en una dirección antes de atacar. En reemplazo del coche de policía del anterior título, se añadieron «ataques especiales» que hacen que el personaje efectúe un combo, pero consumen salud. Por otro lado, hay distintos artículos que ayudan al jugador que se desbloquean rompiendo cajas u objetos, como manzanas, pollos asados, bolsas de dinero (dan mil puntos cada una), vidas extra o barras de oro (cinco mil puntos). Asimismo, también existen varias armas utilizables: cuchillos, tuberías, catanas, kunais y bombas. Al terminar la partida, el jugador recibe una puntuación, dependiendo del tiempo o nivel de dificultad, por ejemplo. Junto con la campaña principal, dos jugadores pueden luchar entre sí con los cuatro personajes en el modo «Duelo».
Cada personaje tiene unos niveles de fuerza, técnica, velocidad, salto y aguante de una a tres estrellas. En el modo campaña, un segundo jugador puede unirse a una partida en curso, mientras que en la pantalla hay varias indicaciones, entre ellas, una barra de salud y el tiempo restante, el cual es de noventa y nueve segundos por cada sección.

## Producción

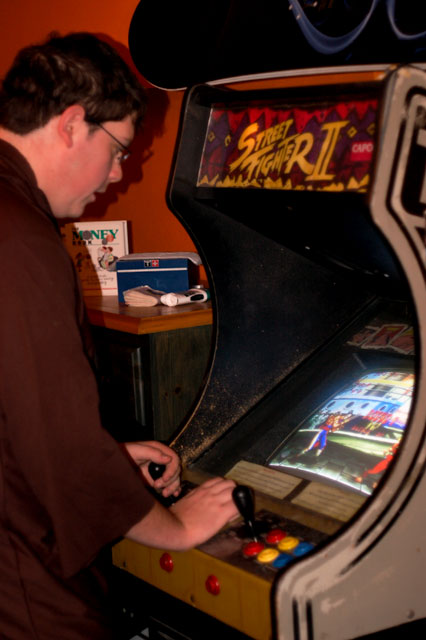
Arcade de Street Fighter II.

Ayano Koshiro 一hermana del compositor del juego Yūzō一, quien se encargó de la dirección de arte de Streets of Rage 2, declaró que «el proceso creativo del videojuego duró tan solo seis meses». También mencionó que «la planificación se llevó a cabo en menos de una semana», así como que el equipo empezó «cuando el primer Streets of Rage estaba terminándose». Ayano se vio influenciada por Street Fighter II; incluso tenía una máquina recreativa y jugaba a ella en la oficina junto con su hermano. Por ello, se pensó en incluir un modo jugador contra jugador, pero al final no se pudo efectuar por falta de tiempo. Por otro lado, Ayano tomó la decisión de que Adam no participara como personaje jugable, ya que «no tenía una especialidad real». Se añadieron muchos más movimientos y ataques que en la edición anterior. Respecto a la inclusión del personaje Sammy, Ayano argumentó: «Usarlo requiere algo de habilidad. Lo diseñamos como el personaje que los jugadores experimentados querrían manejar». Para Max, al ser un «personaje de tipo lanzador», se pensó en movimientos de luchador.
Según relata Ayano, el juego tiene «muchas referencias al manga», algunas historietas de la revista Weekly Shōnen Champion como Baki the Grappler y Kakugo no Susume. En cuanto a la desarrolladora, Streets of Rage 2 es el primer videojuego que Ancient efectuó para la consola Mega Drive. Ancient es una compañía fundada por la madre de Ayano y Yūzō, Tomo Koshiro, y que venía de crear una versión de Sonic the Hedgehog (1991) para la Game Gear. El presidente de Sega, Hayao Nakayama, contactó con el equipo de Ancient y prestó un departamento de desarrollo. El mismo equipo de programación que hizo el juego original codificó Streets of Rage 2, donde para agregar más funciones y memoria caché adicional, mejoraron las especificaciones del cartucho de Mega Drive. Yūzō se encargó de crear las voces y sonidos de los personajes con un sampler Akai S1000, que acababa de salir al mercado. Por su parte, para informarse sobre las artes marciales, Ayano viajó hasta al distrito de Jinbōchō (Tokio) a comprar materiales y adquirir conocimientos básicos; así pues, por ejemplo, le añadió a Shiva un movimiento de koppōjutsu.
En los créditos de realización de la versión para Mega Drive también figuran en el desarrollo, además de Ancient, las empresas M.N.M. Software y Shout! Designworks, con la colaboración de H.I.C. Por lo tanto, los créditos se organizan de la siguiente manera; planificación: Kataru Uchimura 一también se encargó del diseño del sistema; formaba parte de Shout!一, Ayano Koshiro 一Ancient一 y Mikito Ichikawa 一M.N.M.一; programador principal: Akitoshi Kawano 一Shout!一; programador de enemigos: Yukio Takahashi 一Ancient一; programadores de enemigos y demo: Tatsuya Sato, Djinni y Noritaka Yakita 一todos de H.I.C.一; compositores: Yūzō Koshiro 一también encargado de los efectos de sonido一 y Motohiro Kawashima; diseñadores: Ayano Koshiro 一principal; de Ancient一, Hitoshi Ariga y Tomoharu Saitō. Asimimo, Noriyoshi Ôba ocupó el puesto de director y productor del proyecto.

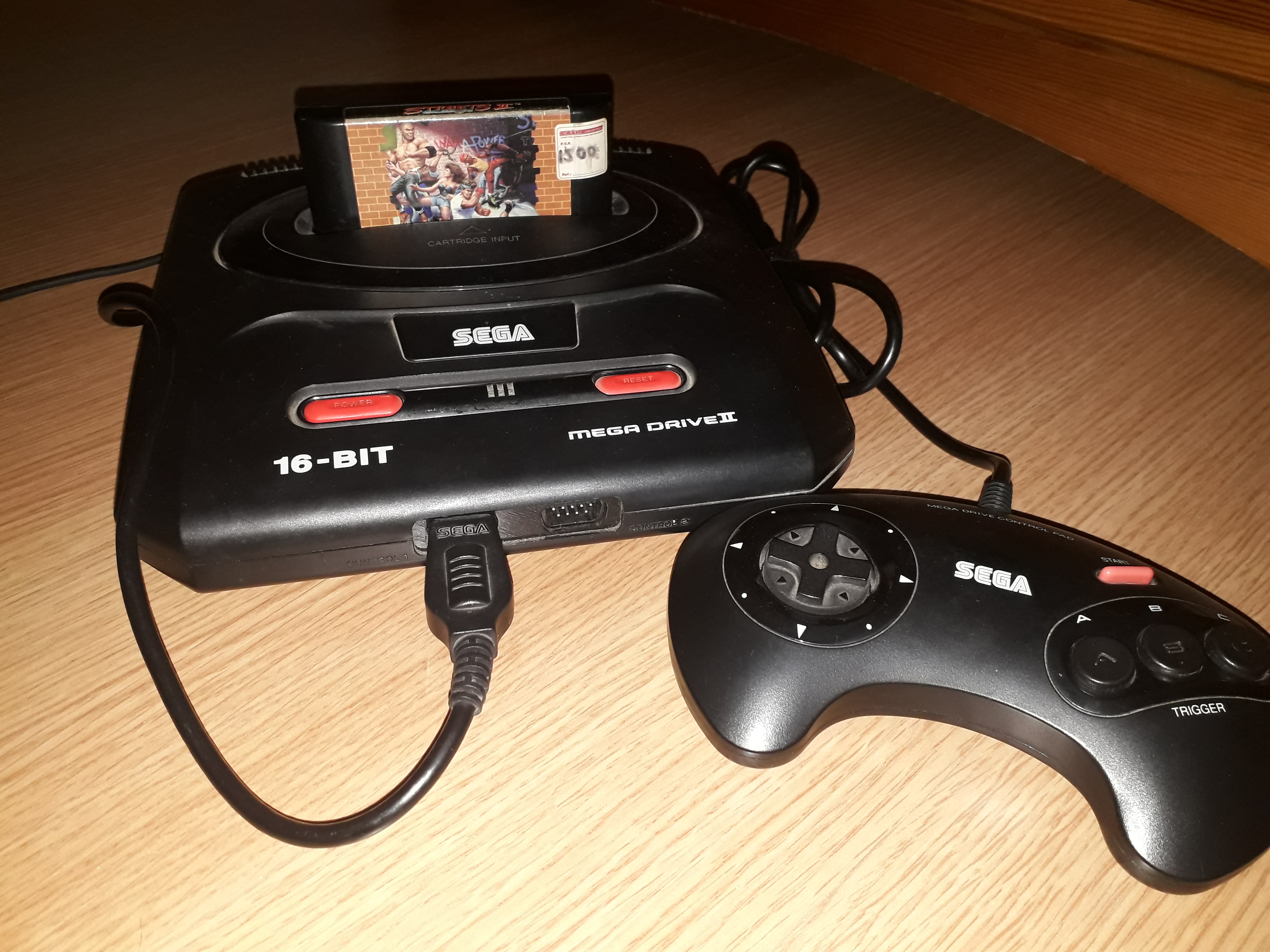
Streets of Rage 2 en Mega Drive II.

Finalmente, en América del Norte se lanzó el 20 de diciembre de 1992, mientras que a Europa llegó el 1 de enero de 1993, y en Japón se estrenó el 14 de enero de 1993. En Japón y Europa, el título usa números romanos (Bare Knuckle II y Streets of Rage II, respectivamente) en lugar de los números arábigos usados en Norteamérica (Streets of Rage 2). Las versiones americanas y europeas sufrieron algunos cambios considerados como una forma de censura; en los cartuchos distribuidos en Japón, Mr. X sale con un puro en la mano, mientras que en los repartidos en Europa y Estados Unidos, no sale el puro. En la versión americana, se modificó el sprite de Blaze para que no se le vieran las bragas cuando realizaba patadas voladoras. Además, si se inserta el cartucho europeo en una Mega Drive japonesa, el juego se convierta a la versión de la máquina, y a la inversa. De igual manera, las tres versiones tienen carátulas diferentes, siendo la japonesa la que más difiere de la europea y la estadounidense, las cuales son parecidas entre sí. Al mismo tiempo, durante 1993, se sacó una versión arcade para la Mega-Play, de Sega, con un microprocesador Motorola 68000, pero que contiene diversos cambios como la eliminación del cronómetro y las vidas extra, reemplazadas por sacos de dinero.

### Adaptaciones y relanzamientos

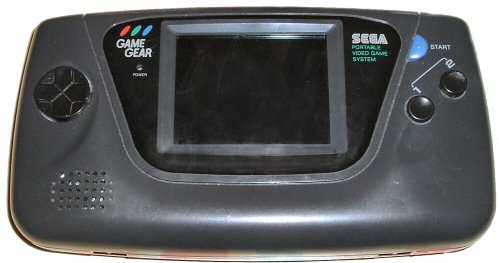
Una Game Gear, de Sega.

La primera consola a la que se adaptó la versión original para Mega Drive de Streets of Rage 2 fue para Game Gear, primera videoconsola portátil creada por Sega, como competencia a la Game Boy de Nintendo. En Japón se lanzó el 23 de julio de 1993, mientras que en Europa y Norteamérica se puso a la venta en agosto del mismo año, siendo portado por Japan System House (JSH). Poco después, se creó una adaptación para Master System, distribuida en febrero de 1994. Al ser consolas de 8 bits, se tuvieron que hacer modificaciones para adaptarlos a esa unidad de memoria. Uno de los cambios fue la eliminación del personaje Max, tanto del juego como de la portada; además, en Master System se suprimió el modo cooperativo para dos jugadores.
Para la Dreamcast, el juego se incorporó en el paquete en Sega Smash Pack, editado por Jack of All Games y lanzado en Norteamérica el 31 de enero de 2001. El 19 de diciembre de 2003, Sega incluyó Streets of Rage 2 en Game Honpo, un sitio de distribución de software para su disposición en Microsoft Windows. Media Kite se encargó de portarlo. Sonic Team hizo lo propio para las consolas PlayStation 2 (PS2) y Nintendo GameCube al añadir a Sonic Gems Collection la trilogía completa, aunque solo disponible en Japón, donde se lanzó el 11 de agosto de 2005. A través de la Wii, estuvo disponible por el servicio de descarga Consola Virtual a partir de mayo de 2007, por un costo de 600 puntos Wii en Japón y de 800 en los demás países. Digital Eclipse portó Streets of Rage 2 para la Xbox 360 con disponibilidad en Xbox Live Arcade a partir del 29 de agosto de 2007. Años después, el 30 de mayo de 2012, lo reemplazó Sega Vintage Collection: Streets of Rage XBLA, que incluye la trilogía original. El 1 de julio de 2017 se puso por un precio de 400 Microsoft Points el juego vía descarga digital en Xbox Live Arcade.
El paquete Sega Mega Drive Ultimate Collection incluye Streets of Rage 2 para las plataformas Xbox 360 y PlayStation 3 (PS3), recopilación editada por Backbone Entertainment y publicada en febrero de 2009. El 26 de enero de 2011, Steam añadió el juego para Windows a su plataforma, distribuido por Valve Corporation. El 18 de marzo de 2011 y el 13 de abril, goGame portó el juego para iPad y iPhone, respectivamente. Asimismo, en Japón se distribuyó a través de PlayStation Store, de la PS3, a partir del 28 de julio de 2011 como parte de la serie Sega Vintage Collection, mientras que para Estados Unidos llegó el 14 de junio.
La versión para Linux y Macintosh llegó el 29 de mayo de 2018 vía Steam. Por su parte, para Android se lanzó el 19 de septiembre del mismo año, distribuido por la plataforma Google Play, de Google. La última versión portada de Streets of Rage 2 es la realizada para la Mega Drive Mini, una consola dedicada lanzada al mercado el 19 de septiembre de 2019 y que tiene preinstalados cuarenta y dos juegos transportados por M2.

#### Versión para Nintendo 3DS

M2 se encargó de adaptar el juego a la Nintendo 3DS.

Como parte de la serie 3D Classics, M2 se encargó de desarrollar el juego para la consola portátil Nintendo 3DS. Yosuke Okunari ocupó el puesto de productor del proyecto.  Además de ser rediseñado con efectos estereoscopios para adaptarlo al formato 3D, presenta dos nuevos modos de juego: «Rage Relay» y «Casual Mode». «Rage Relay» permite al usuario jugar usando los cuatro personajes en cualquier orden elegido, y cambiar al siguiente cada vez que muera. Por su parte, «Casual Mode» permite a los jugadores derrotar instantáneamente a los enemigos, incluidos los jefes, tirándolos al suelo o usando combos. Por otro lado, es posible elegir entre la versión japonesa y la internacional, además de desbloquear un modo de juego en el que se mata a los rivales con un solo golpe. Fue lanzado el 29 de abril de 2015 en Japón, mientras que a Estados Unidos y Europa llegó meses después, el 23 de julio, vía Nintendo eShop.
M2 había realizado una versión del primer juego de la serie para Nintendo 3DS, pero en Streets of Rage 2 observaron algunos obstáculos: «[la presencia de un] desplazamiento más complejo, incluidas etapas con movimiento diagonal, y también que se ejecuta a una velocidad de fotogramas más rápida». Okunari declaró: «Hubo lugares en los que tuvimos que convertir manualmente partes a 3D donde no podíamos copiar y pegar, como el ascensor en el escenario 7 [...] queríamos asegurarnos de tener juego local, por lo que pusimos el modo multijugador de la misma manera que lo hicimos con los juegos de la consola virtual Game Gear. Pero hubo un problema [...] se ejecuta a 60 fotogramas por segundo».

### Banda sonora

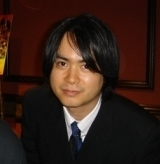
Yūzō Koshiro.

La banda sonora está compuesta principalmente por piezas de Yūzō Koshiro, con cuatro pistas de Motohiro Kawashima. En cuanto al género musical, Koshiro la tildó de «hardcore techno», estilo de música electrónica surgido a finales de los años 1980. Streets of Rage 2 se ha señalado como uno de los primeros videojuegos donde el nombre del compositor aparece en la pantalla de título, y en el que este conserva los derechos de autor. La banda sonora está influenciada por la música de baile electrónica, específicamente house, techno, hardcore techno, progressive techno, breakbeat, electro funk y música tradicional. Koshiro intentó reproducir los ritmos Roland TR-808 y TR-909 y los sintetizadores Roland TB-303 utilizando síntesis FM. Se compuso utilizando hardware NEC PC-8801, que estaba obsoleto, junto con el propio lenguaje de programación de audio de Koshiro. El original es Music Macro Language (MML), basado en el programa BASIC, de NEC, aunque lo modificó «mucho» para que fuera «algo más parecido a assembly»; lo llamó «Music Love» y se usó en los tres primeros juegos de Streets of Rage.
En una entrevista, Koshiro declaró: «Entonces no era realmente conocida [la música de club] en Japón. Pero especialmente en América del Norte, donde se vendía Mega Drive, las canciones de club se reproducían constantemente en MTV y cosas así. Entonces, sabía que les encantaba la música de club, así que pensé que si podía poner esto en la música del juego, serían realmente felices. Creo que se trata de la primera vez que compuse música pensando en el mercado extranjero por encima del mercado japonés». Usó los géneros techno y hardcore techno porque los escuchó cuando estaba en Yellow y otros clubes, a los que solía ir con Kawashima. También nombró a los artistas Yellow Magic Orchestra, Ken Ishii, Takkyu Ishino o Denki Groove como influyentes en el techno de esa época.
La banda sonora salió a la venta el 21 de enero de 1993 en Japón por la discográfica Alfa Music. Por su parte, Mars Colony Music publicó una versión para Estados Unidos el 1 de junio de 2000. Motohiro Kawashima compuso las canciones «Jungle Base», «Expander», «Max Man» y «Little Money Avenue»; Yūzō Koshiro, todas las demás. En «Jungle Base» colaboraron ambos compositores.
| Streets of Rage 2 Original Soundtrack |                        |          |  |
| N.º                                   | Título                 | Duración |  |
| 1.                                    | «Go Straight»          | 2:42     |  |
| 2.                                    | «In the Bar»           | 1:26     |  |
| 3.                                    | «Never Return Alive»   | 3:54     |  |
| 4.                                    | «Spin on the Bridge»   | 4:35     |  |
| 5.                                    | «Ready Funk»           | 1:45     |  |
| 6.                                    | «Dreamer»              | 2:26     |  |
| 7.                                    | «Alien Power»          | 3:15     |  |
| 8.                                    | «Under Logic»          | 1:58     |  |
| 9.                                    | «Too Deep»             | 3:55     |  |
| 10.                                   | «Slow Moon»            | 2:27     |  |
| 11.                                   | «Wave 131»             | 3:14     |  |
| 12.                                   | «Jungle Base»          | 3:40     |  |
| 13.                                   | «Back to the Industry» | 1:11     |  |
| 14.                                   | «Expander»             | 2:36     |  |
| 15.                                   | «S.O.R. Super Mix»     | 5:46     |  |
| 16.                                   | «Max Man»              | 2:12     |  |
| 17.                                   | «Revenge of Mr. X»     | 1:28     |  |
| 18.                                   | «Good End»             | 1:50     |  |
| 19.                                   | «Walking Bottom»       | 2:05     |  |
| 20.                                   | «Little Money Avenue»  | 2:47     |  |
| 55:11                                 |                        |          |  |

## Recepción

### Crítica
Streets of Rage 2 cuenta con una calificación de 88 % (basada en nueve revisiones) en el sitio web de recopilación de reseñas GameRankings para su versión en Mega Drive, 76 % (doce críticas) en la de Xbox 360, 89 % (nueve revisiones) en la de Nintendo 3DS y 71 % (cuatro críticas) en la de iOS. Por otro lado, en Metacritic, los resultados son los mismos para la Xbox 360 (doce revisiones), la Nintendo 3DS (quince críticas) e iOS (cinco revisiones).
Slasher Quan, de GamePro, declaró sobre la versión inicial: «Con las series Final Fight y Double Dragon en su contra, Streets of Rage 2 vale la pena por sí mismo. Dieciséis megabits de gráficos geniales y mejorados, sprites masivos, audio de primer nivel y multitud de movimientos lo convierten en el juego [...] de lucha callejera con desplazamiento lateral para vencer. Los aspirantes a campeones de los pesos pesados de Genesis [Mega Drive], ¡este juego es perfecto para ti!». Por su parte, Sega Power argumentó que se trataba del «mejor beat 'em up de desplazamiento y una gran mejora con respecto al original». En la misma dirección, elogió la música y los efectos especiales, además de señalar su gran cantidad de movimientos y variedad de enemigos.
Ade, de Sega Force, calificó al juego como el mejor beat 'em up para Mega Drive, así como que «los movimientos son absolutamente asombrosos y la forma en la que se ejecutan es magnífica». Mat, de la misma revista, mencionó en tono sarcástico que Streets of Rage 2 es un juego que haría llorar a los dueños de Nintendo. Asimismo, dijo que «lo tiene todo: grandes gráficos, sonido y jugabilidad». Desde Mean Machines, Jaz, ensalzó la jugabilidad, calificándola de «excelente», con un hincapié en el modo de dos jugadores. Para Andy Lowe, de GamesMaster, la inclusión del modo cooperativo también fue un acierto. Lo tildó de violento, aunque «en una manera satisfactoria y aceptable», lo que relacionó con un cruce entre Road Runner 一personaje de El Coyote y el Correcaminos一 y Freddy Krueger. Les Ellis, de la misma publicación, comparó el juego con el título inicial de la serie y observó que «cae bajo el mismo estandarte», a lo que añadió: «También es bastante sencillo y casi todos los elementos del primer juego se han conservado en la nueva versión. De hecho, si combinas Final Fight con el primer Streets of Rage, tienes Streets of Rage 2».
En el resumen de su revisión, Sega Pro concluyó: «Olvídate de Sonic 2, este tiene que ser el mejor juego hasta la fecha. ¡Comience a ahorrar sus centavos ahora y reserve una copia antes de que se agoten!». No obstante, para las versiones de Master System y Game Gear, Sega Pro notó la gran diferencia respecto a los gráficos al ser una versión de 8 bits, aunque elogió ambas conversiones. Nick Akerman, de Thunderbolt, argumentó sobre la versión para la Xbox 360 que «el cambio más grande e importante fue la alteración del sistema de juego y lucha para que fluyera libremente y fuera gratificante. Los desarrolladores refinaron los controles para ofrecer más satisfacción al jugador». Por otro lado, criticó el modo en línea, tras observar que «los combates se convierten rápidamente en quién puede agarrar el arma primero [...] es decepcionante y hace que la experiencia multijugador sea de suerte».
Por su parte, Carlos Leiva (Vandal) revisó la adaptación para la Nintendo 3DS y declaró que «los gráficos del juego siguen luciendo geniales, con unos personajes muy grandes, detallados y bien animados, así como unos fondos recargadísimos y repletos de detalles y elementos», además de tener «un efecto 3D muy conseguido y espectacular». De igual manera, Jonathan Town, de Nintendo Life, elogió la conversión a los gráficos 3D. Desde Toucharcade, Shaun Musgrave señaló algunos fallos no solo en la versión de Streets of Rage 2 para iOS sino de la mayor parte de los juegos portados por Sega Forever a la plataforma. A pesar de ello, indicó que «sus imágenes, audio y jugabilidad lo colocan a la cabeza del grupo cuando se trata de beat 'em ups móviles, e incluso si algunos contratiempos impiden que sea exactamente como lo recuerdas [en referencia a la versión para Mega Drive], creo que es, sin embargo, algo que debería tener en su dispositivo móvil si disfruta de los juegos de acción».
En la versión para la Wii, Dan Whitehead (Eurogamer) observó algunos aspectos negativos, como que «el escenario es menos interactivo que en el original y los enemigos ya no trabajan juntos como un equipo». En contraposición, Lucas Thomas (IGN) y Ryan Davis (GameSpot) mostraron una postura positiva, e incluso este último puso como ganador a Streets of Rage 2 ante Final Fight.

### Comercial
Tras su lanzamiento, Streets of Rage 2 llegó a estar en las listas mensuales de Mega Drive. En Estados Unidos se situó entre los juegos más vendidos tanto en el país como en las tiendas Babbage hasta marzo de 1993, mientras que en Japón estuvo en la lista de los más vendidos para la plataforma en enero de 1993, y el vigesimoprimero en el cuadro de todos los formatos en su semana de debut. En el Reino Unido, debutó como el superventas número uno en la lista de todos los formatos, así como en la lista de Mega Drive en enero de 1993. Al mes siguiente, fue el segundo mejor en el Reino Unido, por detrás de Super Mario Kart (Super Nintendo), y el juego Mega Drive más vendido en todo febrero; en mayo se enlistó el quinto más vendido en todas las plataformas y el tercero en Mega Drive. También en 1993 alcanzó el primer puesto en Japón, al tiempo que en Estados Unidos se consolidó como el quinto videojuego más vendido en todo el mes. Al mismo tiempo, se posicionó el número dos en el Reino Unido, a la par que el cuarto en la lista de importaciones del país, aunque llegó a estar el primero en abril.
En 2011, Gamasutra publicó que la versión digital distribuida en Xbox Live Arcade llevaba vendidas 184 555 unidades para la consola Xbox 360, mientras que ese año sumó 27 168 nuevas. Por otro lado, gamstat.com estima que el juego tiene alrededor de 560 000 jugadores en Xbox 360, a la par que 1,5 millones en PlayStation 3. La versión gratuita publicada para el sistema Android tiene al menos un millón de descargas.

### Legado e impacto
De acuerdo con SLUG Magazine: «Muchos títulos modernos deben su existencia a franquicias como Final Fight y Streets of Rage» y Streets of Rage 2 es «una pieza importante en la historia de los videojuegos». El juego ha recibido varios premios, además de ser enlistado en varias clasificaciones. Complex, The Dad, PC Magazine, IGN España, Business Insider, Retro Dodo, Hobby Consolas y ShortList lo posicionaron como unos de los mejores videojuegos jamás realizados para Mega Drive. De igual manera, ha sido considerado como uno de los mejores juegos del género beat 'em up. Tras su lanzamiento, Streets of Rage 2 recibió el premio Sega Force Smash por parte de la revista Sega Force. Asimismo, BuzzFeed lo situó el noveno en una lista de los veintitrés mejores juegos clásicos. Por otro lado, la banda sonora ha sido considerada por GamesRadar como «revolucionaria» o adelantada a su tiempo, ya que sus «texturas electrónicas trance se sienten tan cómodas en un club nocturno como en un videojuego». En junio de 1993, Electronic Games citó a la banda sonora de Streets of Rage 2, junto con la del primer título de la serie, como una de las mejores en lo que respecta a los videojuegos.
En 1994 salió a la venta Streets of Rage 3, que retoma la historia con los personajes Axel, Blaze, Skate y Dr. Zan, este último en sustitución de Max. Tras los sucesos de Streets of Rage 2, Mr. X inicia una empresa llamada RoboCy Corporation que se encarga de sustituir a los policías por robots tras haber secuestrado a un comisario jefe. Por otro lado, en la versión japonesa los sucesos son diferentes; el sindicato de Mr. X detona una bomba en Wood Oak City que mata a gran parte de la población para después secuestrar a Petrov, general de las Fuerzas Armadas de los Estados Unidos. Respecto a la jugabilidad, se incluyó una barra que al rellenarse dejaba al usuario ejecutar un movimiento especial. En 2020 se lanzó Streets of Rage 4, que tiene algunos niveles del segundo título, así como varios personajes (a desbloquear) y jefes que regresan. Estas peleas se consiguen al destruir máquinas recreativas con un táser; las luchas que regresan son contra Jack, Zamza y Abadede, así como Shiva y Mr. X.

## Adaptaciones a otros medios

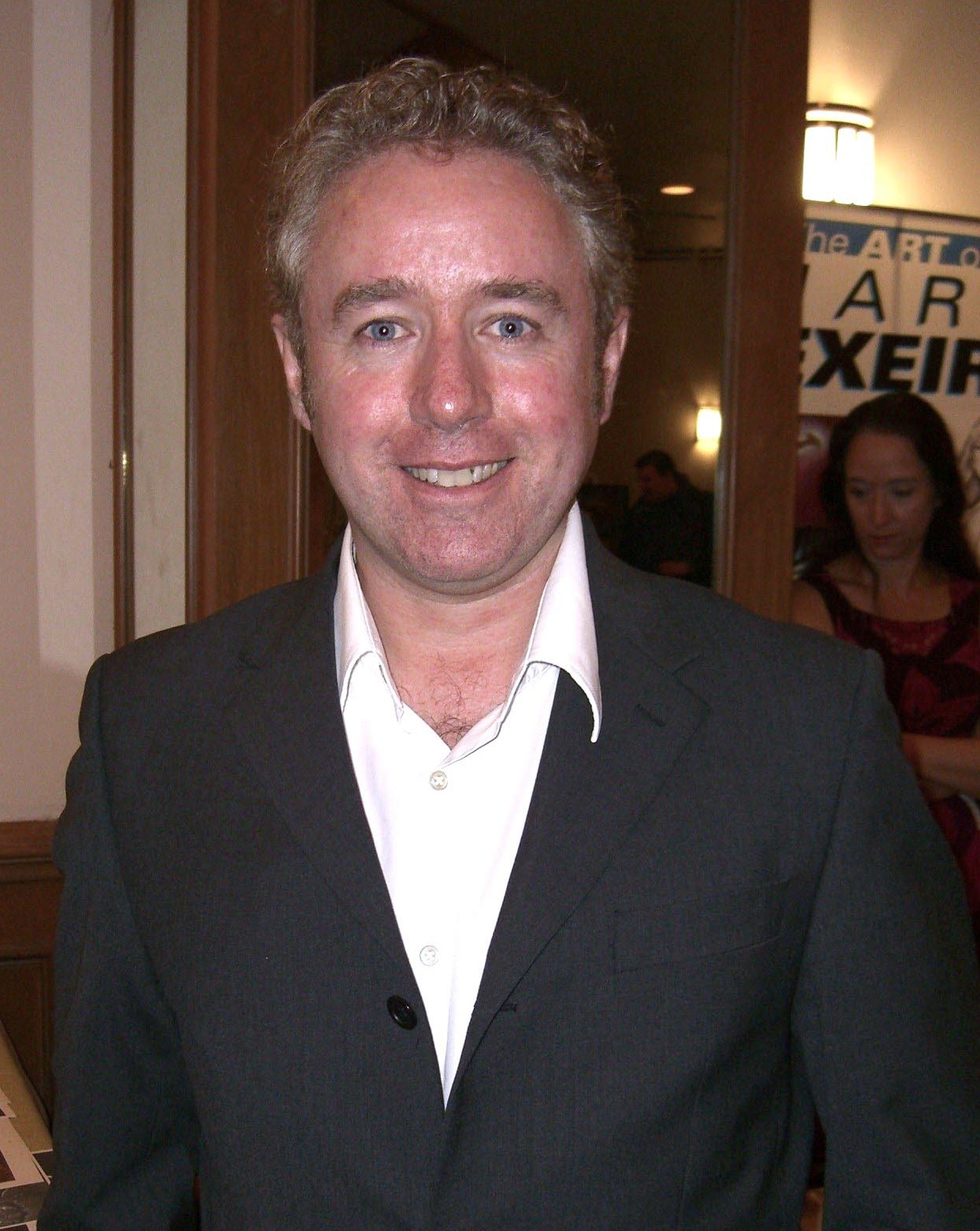
Mark Millar en 2010.

Desde su lanzamiento, el juego ha tenido diversas publicaciones tanto impresas como audiovisuales, algunas realizadas por fanáticos de la serie. Una adaptación literaria de Streets of Rage 2, titulada como Street Fighter II / Streets of Rage II: The Novels, publicada por la editorial Impact Magazines y escrita por Chris Rice y Mat Yeo salió al público en 1993. Compuesta por ochenta páginas, Yeo se encargó de la parte de Streets of Rage, regalada como obsequio por comprar la revista Sega Force.
Por otro lado, se publicó una versión de estilo cómic en Sonic the Comic, de la editorial Fleetway Publications. Consta de tres historias repartidas en seis partes y una tira única de Sonic the Poster Mag. Las historias se llaman: Streets of Rage (7-12), Skates' Story (25-30) y The Only Game in Town (41-46); la historia completa, Facts of Life (7). Mark Millar se encargó de escribir las dos primeras, mientras que Nigel Kitching hizo las dos segundas; las cuatro historias incluyen ilustraciones de Peter Richardson. Streets of Rage tiene como protagonistas a Max 一que en esta ocasión es un policía en lugar de un luchador一, Axel y Blaze, los cuales dejan su trabajo como agentes de la ley para convertirse en vigilantes y combatir al crimen. Las historias de Streets of Rage se recopilaron en «Streets of Rage» Album: Bad City Figures, publicado en 1994 por Ravette Publishing. Por su parte, Skates' Story pone a Skate como protagonista, cuyo padrastro es Murphy; este último es asesinado por Mr. X, el cual ha puesto dos bombas en un bote que tendrán que ser retiradas por Skate. The Only Game in Town cuenta como los secuaces de Mr. X atacan a los cuatro personajes del juego; el antagonista y el cuarteto apuestan sus vidas, Mr. X es asesinado por no matarlos, pero es reemplazado por uno nuevo. Facts of Life, lanzada el 22 de octubre de 1994, narra una historia en la que el cuarteto es detenido por incidente al ser confundido por un grupo de atacantes callejeros; Axel acusa al departamento de policía de estar comprado por Mr. X, y un novato del cuerpo se da cuenta de que el jefe, en vez de llevarlos a la estación, se dirige a un vertedero para matarlos.
Con motivo del 60.º aniversario de Sega, se creó el videojuego Streets Of Kamurocho, un cruce entre las series Streets of Rage y Yakuza, desarrollado por Empty Clip Studios, son  tres los personajes jugables: Kiryu, Majima e Ichiban. Cuenta con algunos personajes de esta última y tiene la jugabilidad de Streets of Rage 2, así como algunos escenarios. Se publicó en Steam de manera gratuita, aunque solo estuvo disponible para descargar desde el 17 hasta 20 de octubre de 2020.